# میکروسکوپ نیروی اتمی بدون تماس

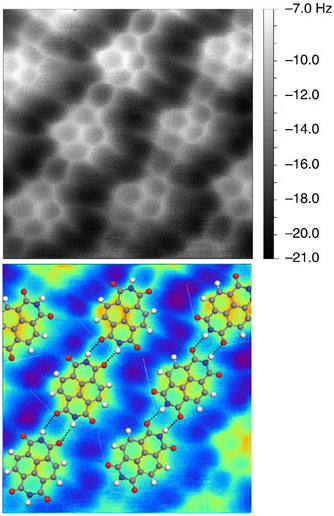
تصویر DFM از مولکول‌های napthalenetetracarboxylic diimide بر روی نقره که از طریق پیوند هیدروژنی برهم‌کنش می‌کنند (77 K). اندازه تصویر 2×2 نانومتر. تصویر پایین مدل اتمی را نشان می دهد (رنگ ها: خاکستری، کربن، سفید، هیدروژنی، قرمز، اکسیژن، آبی، نیتروژن).

میکروسکوپ نیروی اتمی بدون تماس ( nc-AFM )، که همچنین میکروسکوپ نیروی دینامیکی ( DFM ) نیز شناخته می‌شود، یک حالت میکروسکوپ نیروی اتمی است که خود نوعی میکروسکوپ کاوشگر روبشی است. در این میکروسکوپ یک کاوشگر تیز نزدیک (در مرتبه آنگستروم ) به سطح مورد مطالعه منتقل می شود. در مرحله بعد، کاوشگر در سراسر سطح به صورت شطرنجی اسکن می شود، سپس تصویر از برهمکنش نیرو همگام با اسکن ساخته می شود. کاوشگر به یک تشدید کننده، معمولاً یک پایه سیلیکونی یا یک تشدید کننده کریستال کوارتز متصل است. در طول اندازه‌گیری‌ها، حسگر به گونه‌ای هدایت می‌شود تا نوسان کند. فعل و انفعالات نیرو یا با اندازه گیری تغییر در دامنه نوسان در یک فرکانس ثابت درست خارج از رزونانس (مدولاسیون دامنه) یا با اندازه گیری تغییر در فرکانس تشدید به طور مستقیم با استفاده از یک مدار بازخورد (معمولاً یک حلقه قفل فاز ) اندازه گیری می شود تا همیشه حرکت کند. سنسور در رزونانس (مدولاسیون فرکانس).

## حالت های عملکرد
دو حالت عمده عملکرد nc-AFM، مدولاسیون فرکانس (FM) و مدولاسیون دامنه (AM)، در زیر توضیح داده شده اند.

### نوسان فرکانس

مدل ترسیم شده یک نمونه راه اندازی FM-AFM با استفاده از یک پایه سیلیکونی در خلاء فوق العاده بالا و یک PLL برای تشخیص فاز و تولید سیگنال تحریک را نشان می دهد. یک نوک بسیار کوچک بر روی یک پایه نوسان کننده (1) که در مجاورت یک نمونه قرار دارد (در این مورد پایه زیر نمونه قرار دارد) نصب شده است. نوسان پایه بر اثر تعامل بین نوک و نمونه تغییر می کند و با یک پرتو لیزر (2) متمرکز بر پشت پایه مشخص می گردد. پرتو انعکاس یافته از طریق آینه ها به یک آشکارساز حساس به موقعیت (PSD) می رود (3). سیگنال PSD با یک دستگاه پیش تقویت کننده تقویت می شود. یک کنترل کننده دامنه (4) دامنه A از این سیگنال را اندازه گیری می کند و یک حلقه بازخورد آن را با یک نقطه تنظیم مقایسه می کند و تقویت (اتلاف Γ) سیگنال تحریک (6) را برای پایه ای که توسط یک پیزوی لرزان تغذیه می شود، تعیین می کند. برای اندازه گیری فرکانس رزونانس جریان، یک حلقه قفل فاز (PLL) (5) استفاده می گردد. نوسان ساز کنترل شده با ولتاژ (VCO) سیگنال تحریک (6) را برای پایه تولید می کند. تغییر فرکانس شناسایی شده (Δf) به حلقه بازخورد دیگری (7) منتقل می شود که با تغییر فاصله بین نوک و سطح (موقعیت z) با تغییر ولتاژ اعمال شده به لوله پیزو، تغییر فرکانس را ثابت نگه می دارد.

میکروسکوپ نیروی اتمی مدولاسیون فرکانس، که توسط آلبرشت، گروتر، هورن و روگار در سال 1991 معرفی شد،  یک نوع از nc-AFM است که در آن تغییر فرکانس تشدید حسگر مستقیماً با تحریک حسگر بر روی تشدید ردیابی می‌شود. برای حفظ تحریک در تشدید، الکترونیک ها باید یک اختلاف فاز 90 درجه بین تحریک و پاسخ سنسور حفظ کنند. این عمل یا با راندن سنسور با تغییر فاز سیگنال انحراف به میزان 90 درجه انجام می شود، یا با استفاده از یک حلقه فاز قفل شده پیشرفته که می تواند به یک فاز خاص قفل شود.  سپس میکروسکوپ می تواند از تغییر فرکانس تشدید ( f{\displaystyle \Delta } ) به عنوان کانال مرجع SPM، یا در حالت بازخورد ، یا می توان آن را به طور مستقیم در حالت ارتفاع ثابت ثبت نمود.
معمولاً هنگام ضبط تصاویر مدوله شده با فرکانس، از یک حلقه بازخورد اضافی برای ثابت نگه داشتن دامنه تشدید با تنظیم کردن دامنه درایو استفاده می شود. با ضبط کردن دامنه درایو در طول اسکن (معمولاً به عنوان کانال میرایی اشاره می شود زیرا نیاز به دامنه درایو بالاتر مربوط به میرایی بیشتر در سیستم است) یک تصویر تکمیلی ثبت می شود که فقط نیروهای میرایی را نشان می دهد. این اجازه می دهد تا نیروهای نامیرا و میرایی در آزمایش از هم تفکیک شوند.

### مدولاسیون دامنه

تغییر در فرکانس تشدید سنسور AFM رزونانس رانده شده (حالت مدولاسیون دامنه) باعث تغییر در دامنه می شود.

مدولاسیون دامنه یکی از انواع اصلی عملیات بود که توسط Binnig و Quate در مقاله AFM اصلی خود در سال 1986 معرفی شد،  در این حالت حسگر فقط از رزونانس برانگیخته می‌شود. با برانگیختن سنسور درست بالای فرکانس تشدید آن، تشخیص نیروهایی را که فرکانس تشدید را تغییر می دهند با استفاده نظارت بر دامنه نوسان امکان پذیر می شود. نیروی جاذبه روی کاوشگر باعث کاهش فرکانس تشدید حسگرها می شود، بنابراین فرکانس حرکتی از تشدید دورتر است و دامنه کاهش می یابد، برعکس این اتفاق برای نیروی دافعه صادق است. سپس الکترونیک های کنترل میکروسکوپ می توانند از دامنه به عنوان کانال مرجع SPM استفاده کنند، یا در حالت بازخورد ، یا می تواند به طور مستقیم در حالت ارتفاع ثابت ثبت شود.
اگر نیروهای غیر محافظه‌کار (میرایی) در طول آزمایش تغییر کنند، مدولاسیون دامنه ممکن است از کار بیفتد، زیرا این امر دامنه بیشترین رزونانس خود را تغییر می‌دهد، که به عنوان تغییر در فرکانس تشدید تعبیر می‌شود. یک مشکل احتمالی دیگر مدولاسیون دامنه این است که تغییر ناگهانی به نیرویی که دافعه بیشتری دارد (کمتر جذاب است) می تواند رزونانس را از فرکانس درایو عبور دهد و باعث شود تا مجددا کاهش یابد. در حالت ارتفاع ثابت، این فقط به یک مصنوع تصویر منجر می‌شود، اما در حالت بازخورد، بازخورد را به عنوان یک نیروی جذب کننده تر می‌خواند که باعث بازخورد مثبت می‌شود تا زمانی که بازخورد اشباع شود.
مزیت مدولاسیون دامنه این است که تنها یک حلقه بازخورد (حلقه بازخورد توپوگرافی) در مقایسه با سه حلقه در مدولاسیون فرکانس (حلقه فاز/فرکانس، حلقه دامنه، و حلقه توپوگرافی) وجود دارد که عملیات و پیاده سازی را بسیار آسان تر می کند. با این حال، مدولاسیون دامنه به ندرت در خلاء استفاده می شود به دلیل اینکه Q سنسور معمولاً آنقدر زیاد است که سنسور قبل از اینکه دامنه به مقدار جدید خود برسد چندین بار نوسان می کند و در نتیجه عملکرد را کند می کند.

## حسگرها

### میکروپایه سیلیکونی
میکروپایه های سیلیکونی برای هر دو AFM تماسی و nc-AFM استفاده می شود. ریزپایه های سیلیکونی از حکاکی کوچک (~100×10×1 میکرومتر) مستطیل، مثلث یا وی شکل از نیترید سیلیکون تولید می شوند. اوایل آنها بدون نوک یکپارچه تولید می‌شدند و نوک‌های فلزی باید روی آن تبخیر می‌شد،  با گذشت زمان روشی برای ادغام نوک‌ها در فرآیند ساخت پایه پیدا شد. 
پایه های nc-AFM دارای سفتی بالاتر، (~ 40N/m)  و فرکانس تشدید، ~200 کیلوهرتز هستند، نسبت به کنسول های AFM (با سفتی ~ 0.2 N/m و فرکانس های تشدید ~ 15کیلوهرتز). دلیل سفتی بیشتر این است که در اثر نیروهای واندروالس از برخورد کاوشگر با سطح جلوگیری شود. 
سرهای میکروپایه های سیلیکونی را می توان برای مقاصد خاصی پوشش داد، مانند پوشش های فرومغناطیسی برای استفاده به عنوان میکروسکوپ نیروی مغناطیسی . با آلایش سیلیکون، حسگر را می توان رسانا کرد تا امکان میکروسکوپ تونل زنی میکروسکوپی همزمان (STM) و عملیات nc-AFM را فراهم کند. 

### حسگر qPlus

تصویر سنسور q Plus. نواحی قرمز و آبی نشان دهنده دو الکترود طلایی روی چنگال تنظیم کوارتز (زرد روشن) هستند.

سنسور q Plus در بسیاری از nc-AFM های خلاء فوق العاده بالا مورد استفاده قرار می گیرد. این سنسور در اصل از یک چنگال کوارتز از یک ساعت مچی ساخته شده بود. بر خلاف حسگر چنگال تنظیم کوارتز که از دو بند جفت شده تشکیل شده است که در جهت مخالف یکدیگر نوسان می کنند، سنسور q Plus تنها یک مین دارد که نوسان می کند. چنگال تنظیم به یک پایه چسبانده می شود به طوری که یکی از بند های چنگال تنظیم بی حرکت می شود، یک سیم تنگستن ، حکاکی شده تا یک راس تیز داشته باشد، سپس به شاخک آزاد چسبانده می شود.  این حسگر در سال 1996  توسط فیزیکدان فرانتس جی. گیسیبل اختراع شد. سیگنال انحراف AFM توسط اثر پیزوالکتریک تولید می شود و می تواند از دو الکترود روی چنگال تنظیم خوانده شود.
به دلیل  اینکه سیم نوک تنگستن رسانا است، سنسور می تواند برای عملیات ترکیبی STM/nc-AFM استفاده شود. نوک می تواند به صورت الکتریکی به یکی از الکترودهای چنگال تنظیم یا به یک سیم طلایی نازک (حدود 30 میکرومتر) متصل شود.  مزیت سیم جداگانه این است که می تواند تداخل بین جریان تونل و کانال های انحراف را کاهش دهد، با این حال سیم رزونانس خاص خود را دارد که می تواند بر ویژگی های تشدید سنسور اثر بکند. نسخه‌های جدید حسگر qPlus با یک یا چند الکترود خدمات یکپارچه همانطور که در مرجع  پیشنهاد شده و در  پیاده‌سازی شده‌اند، این مشکل را حل می‌کنند. واکنش برگمن اخیرا توسط گروه IBM در زوریخ با استفاده از  سنسور qPlus این چنینی با الکترود STM یکپارچه تصویربرداری شده است. 
این سنسور سفتی بسیار بالاتری نسبت به میکروپایه های سیلیکونی دارد، (~ 1800 نیوتن بر متر)  (قرار دادن نوک در پایین تر از تیغه می تواند منجر به سفتی بالاتر ~ 2600 نیوتن بر متر  شود). این سفتی بالاتر به نیروهای بالاتر قبل از ضربه محکم اجازه می دهد تا با ناپایداری ها تماس پیدا کنند. فرکانس تشدید حسگر q Plus معمولاً کمتر از یک میکروپایه های سیلیکونی است، ~25کیلوهرتز (چنگال های تنظیم ساعت دارای فرکانس تشدید 32768 هرتز هستند قبل از جاگذاری نوک). عوامل متعددی (به ویژه نویز آشکارساز و فرکانس ویژه) بر سرعت کار اثر می گذارد.  حسگرهای q Plus با سیم‌های نوک بلند که به طول حسگر نزدیک می‌شوند، حرکت راس را نشان می‌دهند که دیگر عمود بر سطح نیست، بنابراین نیروها را در جهت متفاوتی که انتظار می‌رود کاوش می‌کنند. 

### حسگرهای دیگر
قبل از توسعه میکروپایه سیلیکونی، از ورق طلا  یا سیم های تنگستن  به عنوان حسگر AFM استفاده می شد. طیف وسیعی از طرح های تشدید کننده کریستال کوارتز استفاده شده است،   معروف ترین آنها حسگر qPlus است که در بالا توضیح داده شد. توسعه جدیدی که در حال جلب توجه است، حسگر Kolibri،  با استفاده از یک تشدید کننده کوارتز کششی طولی، با فرکانس تشدید بسیار بالا (~1) است. مگاهرتز) امکان عملکرد بسیار سریع را فراهم می کند.

## اندازه گیری نیرو

### طیف سنجی نیرو
طیف سنجی نیرو یک روش برای اندازه گیری نیروهای بین نوک و نمونه است. در این روش حلقه بازخورد توپوگرافی غیرفعال شده و نوک آن به سمت سطح شیبدار رفته و سپس به عقب بر می گردد. در طول شیب، دامنه یا تغییر فرکانس (بسته به حالت عملیات) ثبت می شود تا قدرت اندرکنش در فواصل مختلف نشان داده شود. طیف‌سنجی نیرو در ابتدا در حالت مدولاسیون دامنه انجام می‌شد،  اما اکنون بیشتر در مدولاسیون فرکانس استفاده می‌شود. نیرو به طور مستقیم در طول اندازه گیری طیف سنجی اندازه گیری نمی شود، در عوض تغییر فرکانس اندازه گیری می شود که سپس باید به نیرو تبدیل شود. تغییر فرکانس را می توان با رابطه زیر محاسبه کرد  :
{\displaystyle \Delta f={\frac {f_{0}}{kA^{2}}}\langle F_{ts}q'\rangle \,}
در این رابطه، {\displaystyle q'} نوسان نوک از موقعیت تعادل آن است، {\displaystyle k}، سفتی حسگرها و {\displaystyle f_{0}}، فرکانس تشدید است و {\displaystyle A} دامنه نوسان است. براکت های زاویه نشان دهنده میانگین یک چرخه نوسان هستند. با این حال، تبدیل یک تغییر فرکانس اندازه گیری به یک نیرو، که در طول یک آزمایش واقعی ضروری است، بسیار پیچیده تر است. دو روش معمولا برای این تبدیل استفاده می شود، روش سادر جارویس  و روش ماتریس گیسیبل. 
برای اندازه گیری نیروهای شیمیایی، اثر نیروهای واندروالس با برد بالا باید از داده های تغییر فرکانس کم شود. در اصل این کار با استفاده از یک قانون توان در دامنه طیف دور (زمانی که نوک آن از سطح دور است) و برون یابی آن در اندرکنش کوتاه برد (نوک نزدیک به سطح) انجام می شد. با این وجود، این اتصال نسبت به جایی که برش بین نیروهای بلند برد و کوتاه انتخاب می‌شود، بسیار حساس است و منجر به نتایجی با دقت مشکوک می شود. معمولاً مناسب‌ترین روش انجام دو اندازه‌گیری طیف‌سنجی است، یکی بر روی هر مولکول مورد مطالعه، و دیگری در بالای بخش پایین‌تری از سطح تمیز، سپس کم کردن دومی را از اولی به صورت مستقیم. این روش برای ویژگی های مورد مطالعه روی سطح صاف قابل استفاده نیست زیرا ممکن است بخش پایینی وجود نداشته باشد.

### طیف سنجی شبکه ای
طیف سنجی شبکه ای گسترش طیف سنجی نیرو است که در بالا توضیح داده شد. در طیف‌سنجی شبکه، طیف‌های نیروی چندگانه در یک شبکه روی یک سطح گرفته می‌شوند تا یک نقشه نیروی سه‌بعدی در بالای سطح تشکیل بشود. این آزمایش‌ها می‌تواند زمان زیادی، اغلب بیش از 24 ساعت طول بکشد، بنابراین میکروسکوپ معمولاً با هلیوم مایع خنک شده یا از یک روش ردیابی اتم برای تصحیح رانش استفاده می‌شود. 

### اندازه گیری نیروی جانبی
انجام اندازه گیری نیروی جانبی با استفاده از یک کاوشگر nc-AFM که در حالت عادی نسبت به سطح آزمایش شونده نوسان دارد، امکان پذیر است.  این روش از روش مشابهی برای طیف‌سنجی نیرو استفاده می‌کند به جز اینکه نوک به موازات سطح حرکت می‌کند در حالی که تغییر فرکانس ثبت می‌شود، این کار در چندین ارتفاع بالای سطح تکرار می‌شود، از سطح دور شروع شده و نزدیک‌تر می‌گردد. پس از هر تغییری در سطح، به عنوان مثال حرکت یک اتم روی سطح، آزمایش متوقف می شود. این یک شبکه دوبعدی از تغییر فرکانس اندازه گیری شده تولید می کند. با استفاده از یک محاسبه طیف‌سنجی نیرو مناسب، هر یک از بردارهای تغییر فرکانس عمودی را می‌توان به بردار نیرو در راستای z تبدیل نمود، بنابراین یک شبکه دو بعدی از نیروهای حساب شده ایجاد کرد. این نیروها را می توان به صورت عمودی برای ایجاد یک نقشه دو بعدی از پتانسیل ادغام نمود. سپس می توان پتانسیل را به صورت افقی برای محاسبه نیروهای جانبی متمایز کرد. از آنجایی که این روش بر پردازش ریاضی سنگین وابسته است، که در آن هر حالت یک حرکت عمودی نوک را در نظر می گیرد، بسیار مهم است که حسگر زاویه دار نباشد و طول نوک در مقایسه با طول حسگر بسیار کوتاه باشد.  اندازه گیری مستقیم نیروهای جانبی با استفاده از حالت پیچشی با یک پایه سیلیکونی  یا با جهت دهی حسگر برای نوسان موازی با سطح امکان پذیر است.  با استفاده از تکنیک دوم، Weymouth و همکاران. برهمکنش کوچک دو مولکول CO و همچنین سفتی جانبی نوک انتهایی CO را اندازه گیری کرد. 

## تصویربرداری زیر مولکولی

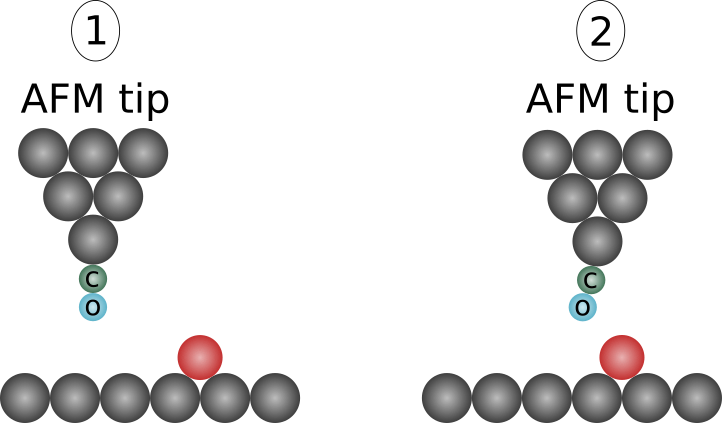
تصویر برهمکنش بین نوک AFM خاتمه یافته با CO و نمونه. (1) نوک آن از آداتوم قرمز دور است و هیچ خمشی نشان نمی دهد. (2) همانطور که نوک به آداتوم نزدیکتر می شود، این برهمکنش باعث خم شدن مولکول CO می شود و بر کیفیت تصویر توپوگرافی قابل دستیابی تأثیر می گذارد.

وضوح زیر مولکولی می توان در حالت ارتفاع ثابت به دست آورده شود. در این حالت بسیار مهم است که پایه را در دامنه‌های نوسانی کوچک و حتی زیر آنگستروم کار کنیم. سپس تغییر فرکانس مستقل از دامنه است و نسبت به نیروهای کوتاه برد بسیار حساس است،  احتمالاً کنتراست مقیاس اتمی را در فاصله کوتاهی از نوک نمونه ایجاد می کند. نیاز به دامنه کوچک با سنسور q plus برآورده می شود. پایه های مبتنی بر حسگر q plus بسیار سفت‌تر از پایه های سیلیکونی معمولی هستند و امکان عملکرد پایدار در رژیم نیروی منفی بدون ناپایداری را فراهم می‌کنند.  مزیت اضافه شده پایه سفت امکان اندازه گیری جریان تونل STM در حین انجام آزمایش AFM است، بنابراین داده های تکمیلی برای تصاویر AFM فراهم می کند. 
برای بهبود وضوح در مقیاس حقیقی اتمی، راس نوک پایه را می توان با اتم یا مولکول یک ساختار شناخته شده و ویژگی های مناسب عملیاتی کرد. عملکرد نوک با برداشتن یک ذره انتخابی به انتهای راس نوک انجام می شود. نشان داده شده است که مولکول CO یک گزینه برجسته برای عملیاتی کردن نوک است،  اما احتمالات دیگری مانند اتم های Xe نیز مورد بررسی و مطالعه قرار گرفته است. نشان داده شده است که اتم ها و مولکول های واکنش پذیر مانند هالوژن های Br و Cl یا فلزات برای اهداف تصویربرداری به خوبی عمل نمی کنند.  با راس نوک خنثی، می توان به نمونه با شرایط پایدار نزدیک تر شد، در حالی که نوک واکنشی شانس بالاتری برای حرکت تصادفی یا برداشتن اتم از نمونه دارد. کنتراست اتمی در حوزه نیروی دافعه نزدیک به نمونه حاصل می شود، جایی که تغییر فرکانس به طور کلی به دافعه پائولی به دلیل همپوشانی توابع موج بین نوک و نمونه نسبت داده می شود.    از سوی دیگر، برهمکنش واندروالس، صرفاً یک پس‌زمینه پراکنده به کل نیرو اضافه می‌کند.
در طول برداشت، مولکول CO خود را طوری جهت می دهد که اتم کربن به نوک کاوشگر فلزی متصل می شود.   همانطور که در شکل نشان داده شده است، مولکول CO، به دلیل ساختار خطی خود، می تواند در حین تجربه نیروهای متفاوت در حین اسکن خم شود. به نظر می‌رسد این خمش یکی از دلایل اصلی بهبود کنتراست باشد،   اگرچه این یک نیاز کلی برای تفکیک اتمی برای انتهای مختلف نوک مانند یک اتم اکسیژن است که خمش ناچیز را نشان می‌دهد.  علاوه بر این، خم شدن مولکول CO سهم خود را به تصاویر اضافه می کند، که ممکن است باعث ایجاد ویژگی های شبیه پیوند در مکان هایی شود که هیچ پیوندی وجود ندارد.   بنابراین، هنگام تفسیر معنای فیزیکی تصویر به دست آمده با یک مولکول نوک خمشی مانند CO باید مراقب بود.

## نتایج قابل توجه
nc-AFM اولین شکل AFM بود که به جای میانگین گرفتن از چندین تماس، چه در سطوح غیر واکنشی و چه در سطوح واکنش پذیر، به تصاویر با وضوح واقعی اتمی دست یافت.  nc-AFM اولین شکل میکروسکوپ برای دستیابی به تصاویر با وضوح زیراتمی بود، در ابتدا بر روی اتم‌های نوک  و بعداً روی آداتوم‌های منفرد آهن روی مس.  nc-AFM اولین تکنیکی بود که مستقیماً پیوندهای شیمیایی را در فضای واقعی تصویر می‌کرد. این وضوح با برداشتن یک مولکول CO منفرد در راس نوک به دست آمد. nc-AFM برای بررسی برهمکنش نیرو بین یک جفت مولکول مورد مصرف قرار گرفته است. 